# الهجمات الصاروخية الفلسطينية على إسرائيل

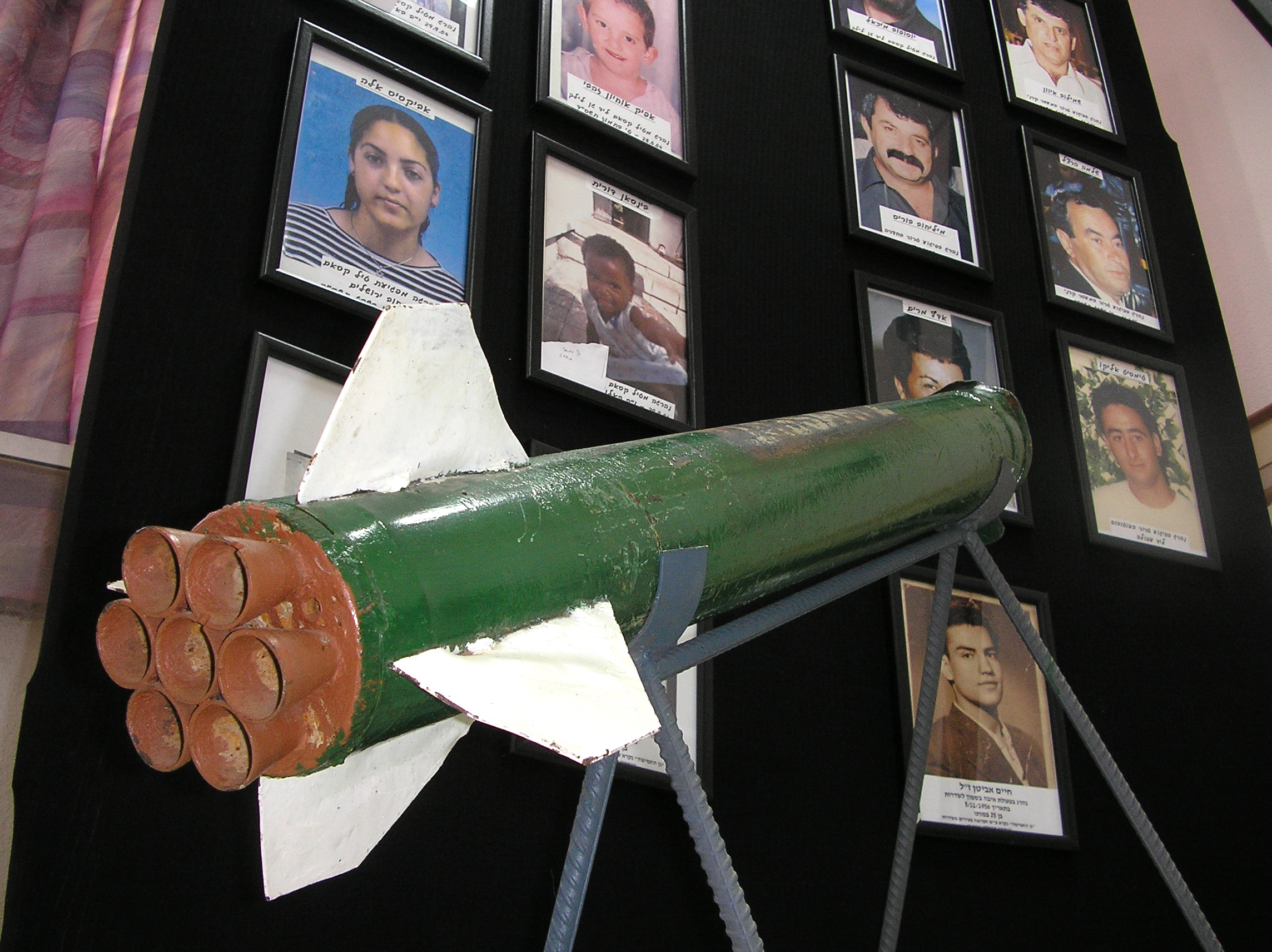
أحد نماذج صورايخ القسام التي اثرت في الكيان الصهيوني

الهجمات الصاروخية الفلسطينية على إسرائيل هي هجمات صاروخية تقوم بها المقاومة الفلسطينية على إسرائيل بدأت من عام 2001 إلى الوقت الحاضر. وقد تم إطلاق ما يزيد عن 10,000 صاروخ، مما أدى إلى أكثر من 70 حالة وفاة وإصابات بالعشرات وصدمات نفسية واضطراب الحياة وكانت صواريخ القسام هي الأكثر تاثيراً في البداية، كانت بسيطة وقصيرة المدى وكانت تؤثر بشكل رئيسي على مدينة سديروت والمجتمعات الأخرى المتاخمة لقطاع غزة. في عام 2006 بدأت الصواريخ تصل إلى أكبر مدينة ساحلية هي عسقلان، وبحلول أوائل عام 2009 وصلت إلى المدن الكبرى مثل أشدود وبئر السبع وقد تضررت من جراء صواريخ الكاتيوشا وغراد.
و أثناء انتفاضة 2012 وصل مدى هذه الصواريخ إلى 75 كم و80 كم وصلت صواريخ قسام "M75" محلية الصنع و«فجر-5» إلى مدينة تل أبيب (عاصمة الكيان الصهيوني الاقتصادية والسياسية) والقدس المحتلة، إن هذه الصواريخ هي محور الصراع الدائر والتي تحاول إسرائيل وقفها وقد خاضت عدة عمليات عسكرية لوقفها وكان البند الأصعب في جميع مفاوضاتها القليلة مع حماس، ولكن المقاومة الفلسطينية ترفض التخلي عنها.

## نظرة عامة
بدأت الهجمات في عام 2001. ومنذ ذلك الحين (بيانات أغسطس 2014)، ضرب ما يقرب من 20 ألف صاروخ جنوب إسرائيل، كلها باستثناء بضعة آلاف منها منذ انسحاب إسرائيل من قطاع غزة في أغسطس 2005. وبررت حماس هذه الهجمات بأنها هجمات مضادة للحصار الإسرائيلي لغزة. وأسفرت الصواريخ عن مقتل 28 شخصًا وإصابة المئات. وقد زاد مدى الصواريخ بمرور الوقت. يبلغ مدى صاروخ القسام الأصلي حوالي 10 كيلومترات (6.2 ميل) ولكن الصواريخ الأكثر تقدمًا، بما في ذلك إصدارات من صواريخ غراد أو كاتيوشا السوفييتية القديمة، ضربت أهدافًا إسرائيلية على بعد 40 كيلومترًا (25 ميلًا) من غزة.
يرى بعض المحللين أن الهجمات تمثل تحولًا بعيدًا عن الاعتماد على التفجيرات الانتحارية، والتي كانت في السابق الطريقة الرئيسية لحماس لمهاجمة إسرائيل، باعتبارها تبنيًا لتكتيكات الصواريخ التي تستخدمها جماعة حزب الله اللبنانية.

## الهجمات من خارج قطاع غزة

### الضفة الغربية
في ديسمبر/كانون الأول 2005، أطلقت حركة الجهاد الإسلامي الفلسطينية وكتائب شهداء الأقصى التابعة لفتح صاروخ قسام على إسرائيل من مدينة جنين بالضفة الغربية. وسقط الصاروخ داخل الضفة الغربية، بالقرب من قرية رام أون الإسرائيلية الحدودية. وكان الهجوم هو المرة الأولى التي يتم فيها إطلاق صاروخ قسام على إسرائيل من الضفة الغربية.
وفي يوليو/تموز 2006، قال أحد كبار أعضاء كتائب شهداء الأقصى التابعة لفتح في الضفة الغربية إن مجموعته لديها القدرة على إنتاج الصواريخ في شمال الضفة الغربية وأن المدن الإسرائيلية الكبرى وكذلك مطار بن جوريون الدولي ستصبح في نهاية المطاف أهدافًا للصواريخ الفلسطينية. وقال: "كل يوم تصبح صواريخنا في غزة أكثر دقة وهذا بالضبط ما سيحدث في الضفة الغربية".
في نوفمبر/تشرين الثاني 2006، هددت خلية تابعة لحركة فتح في الضفة الغربية تدعى جند الله بإطلاق الصواريخ على أهداف إسرائيلية. وفي مؤتمر صحفي عقد في نابلس، لوحت مجموعة من عشرين مسلحاً ملثماً من الخلية بأربعة صواريخ. وقالت المجموعة إن أحد الصواريخ، الذي بلغ طوله متراً ونصف المتر (خمسة أقدام)، "يبلغ مداه خمسة كيلومترات (ميلين) وحمولته ثلاثة كيلوغرامات". وقال أحد المسلحين: "لدينا عدد معين من هذه الصواريخ وسوف نستخدمها عندما يحين الوقت المناسب". وفي 20 يونيو/حزيران 2010، دعا محمود الزهار، المسؤول الكبير في حماس، السكان الفلسطينيين في الضفة الغربية إلى إطلاق الصواريخ على إسرائيل.

### مصر
في عام 2010، نفذت حماس هجومين صاروخيين على إسرائيل من شبه جزيرة سيناء في مصر. في 22 أبريل، تم إطلاق ثلاثة صواريخ جراد عيار 122 ملم من شبه جزيرة سيناء على منتجع إيلات على البحر الأحمر في أقصى جنوب إسرائيل. سقطت القذائف في البحر الأحمر ومدينة العقبة المجاورة في الأردن، مما تسبب في بعض الأضرار بالممتلكات. مرة أخرى في 2 أغسطس، تم إطلاق ستة أو سبعة صواريخ جراد عيار 122 ملم من شبه جزيرة سيناء على إيلات. سقطت الصواريخ في إيلات والعقبة ومصر والبحر الأحمر. تضمن التحقيق في الهجمات التعاون بين إسرائيل ومصر والأردن والسلطة الفلسطينية. ألحقت الهجمات أضرارًا بالغة بالعلاقات بين حماس ومصر، التي اعتبرتها تحديًا لسيادتها.

## حماس
تزعم حماس أن الحصار الإسرائيلي لغزة يبرر الهجوم المضاد بأي وسيلة ممكنة. بعد شهرين من حرب غزة عام 2014، ذكر خالد مشعل مبرراته للهجمات الصاروخية، في مقابلة، قال محمود الزهار، أحد مؤسسي حماس، إن هدف الهجمات هو فرض الهجرة الجماعية في إسرائيل وتعطيل الحياة اليومية لمواطنيها. وفي شرحه لسبب انتقال مجموعته من التفجيرات الانتحارية إلى الهجمات الصاروخية، زعم أن الهجمات الصاروخية أكثر فعالية وتحد من الخسائر الفلسطينية. وقد قدمت حماس تفسيرات أخرى بشأن هجمات مختلفة. فقد قال صلاح البردويل، وهو عضو في المجلس التشريعي الفلسطيني يعمل متحدثاً باسم فصيل حماس في البرلمان: "نحن نعلم أننا لا نستطيع تحقيق المساواة العسكرية، ولكن عندما يعاني الشخص من آلام شديدة، يتعين عليه الرد بطريقة أو بأخرى. وهذه هي الطريقة التي ندافع بها عن أنفسنا. وهذه هي الطريقة التي نخبر بها العالم أننا هنا". وفيما يتعلق بالهجمات المحددة في عام 2007، وصف رئيس المكتب السياسي لحماس خالد مشعل الهجمات بأنها دفاع عن النفس وانتقام من عمليات القتل الإسرائيلية لمؤيدي حماس. وفي يناير/كانون الثاني 2009، وصف مشعل الصواريخ بأنها "صرخة احتجاجنا للعالم". وقال مسؤولون من حماس إن هجوماً في نوفمبر/تشرين الثاني 2008 كان انتقاماً للوفيات الأخيرة لمقاتليها وزيادة إغلاق إسرائيل لمعابر غزة. ووصفت الجماعة القصف الذي شنته في ديسمبر/كانون الأول 2008 بأنه انتقام لمقتل ثلاثة من مقاتليها في قتال مع القوات الإسرائيلية.

### الجبهة الشعبية لتحرير فلسطين
في السابع عشر من كانون الثاني (يناير) 2009، وصف متحدث باسم الجبهة الشعبية لتحرير فلسطين الصواريخ بأنها "تمثيل لمقاومتنا"، مؤكداً أنه ما دامت الصواريخ تُطلَق فإن "قضيتنا ستظل حية".
إن الصواريخ تمثل عملياً ورمزياً مقاومتنا للمحتل [إسرائيل]. وهي تذكير دائم بأن المحتل هو في الواقع محتل، وأنه مهما مارس المحتل من حصار ومجازر وحصار لنا وحرماننا من الاحتياجات الإنسانية الأساسية للحياة، فإننا سنستمر في المقاومة وسنستمر في التمسك بحقوقنا الأساسية، ولن نسمح بتدميرها. وما دام صاروخ واحد يُطلَق على المحتل، فإن شعبنا ومقاومتنا وقضيتنا ستظل حية.ولهذا السبب استهدفوا الصواريخ ـ فهي تجعل المحتل غير آمن، لأن كل صاروخ منها يمثل رمزاً وفعلاً مادياً لرفضنا لاحتلاله ومجازره وجرائمه واعتداءاته المستمرة على شعبنا. "كل صاروخ يقول إننا لن نسمح بما يسمى ""حلولهم"" التي تقوم على إلغاء وإنكار حقوقنا.

### مجموعات أخرى
في 19 يناير/كانون الثاني 2009، نشرت كتائب شهداء الأقصى، الجناح العسكري لحركة فتح التي يتزعمها الرئيس الفلسطيني محمود عباس، بياناً يسرد هجماتها على إسرائيل، بما في ذلك الهجمات الصاروخية وقذائف الهاون على سديروت وعسقلان. وقالت المجموعة إن الهجمات نُفذت ""للدفاع عن شعبنا في قطاع غزة"" و""للدفاع عن قطاع غزة في مواجهة الغطرسة الصهيونية"".

## التاريخ

### 1975
في 3 مايو 1975، الساعة 4:15 صباحًا، ضرب صاروخان من عيار 107 ملم المنطقة المركزية في القدس، على مقربة من الحدائق النباتية في القدس.

### 2001–2006
لقد أطلقت الصواريخ في الأصل على مدينة سديروت الإسرائيلية الواقعة على حدود قطاع غزة. والكثافة السكانية في سديروت أكبر قليلاً من الكثافة السكانية في قطاع غزة. ونتيجة لهذا، وعلى الرغم من عدم دقة تصويب هذه القذائف محلية الصنع، فقد تسببت في وفيات وإصابات، فضلاً عن أضرار جسيمة في المنازل والممتلكات، واضطرابات نفسية وهجرة من المدينة. فقد تعرض تسعون في المائة من سكان المدينة لانفجار صاروخ في شارعهم أو شارع مجاور.

### 2007
في 5 يناير 2007 أطلق مسلحون فلسطينيون صاروخ كاتيوشا على عسقلان. ويبلغ مدى صاروخ الكاتيوشا 18-20 كيلومترًا، وقد أُطلق الصاروخ من منطقة العطاطرة في شمال قطاع غزة.

### 2010
وبحسب التقرير السنوي لجهاز الأمن الإسرائيلي، نفذ الفلسطينيون 150 عملية إطلاق صاروخ و215 قذيفة هاون على إسرائيل خلال العام.
وذكر التقرير أن إيران نجحت في تهريب ألف قذيفة هاون ومئات الصواريخ قصيرة المدى إلى قطاع غزة على مدار العام. وحذرت وكالة الأمن أيضاً من أن صحراء سيناء تحولت إلى "حديقة خلفية" لحماس لعملياتها وتخزين الأسلحة. وشهد عام 2010 حالتين فريدتين من نوعهما أطلقت فيهما حماس صواريخ من سيناء على مدينة إيلات الساحلية في جنوب إسرائيل.

### 2011
على مدار عام 2011، أُطلِق 680 صاروخاً وقذيفة هاون وصواريخ غراد من قطاع غزة على إسرائيل. وفي نهاية عام 2010، أعلنت حركة الجهاد الإسلامي الفلسطينية أنها وجماعات فلسطينية مسلحة أخرى في قطاع غزة ستوقف مؤقتاً الهجمات الصاروخية ضد إسرائيل. وفي السابع من يناير/كانون الثاني، أعلنت مسؤوليتها عن هجوم بقذائف الهاون أدى إلى إصابة ثلاثة عمال زراعيين، وكانت الجماعة مسؤولة عن معظم الهجمات على إسرائيل في الأسبوعين الأولين من العام.

### 2015
في عام 2015، وقع 23 هجومًا صاروخيًا فلسطينيًا على إسرائيل، وفقًا لجيش الإحتلال الإسرائيلي.
في 23 أبريل، وهو اليوم السابع والستين لاستقلال إسرائيل، أُطلق صاروخ من قطاع غزة على إسرائيل. سقط الصاروخ في حقل مفتوح في منطقة شاعر هنيغف بالقرب من سديروت.
في 27 مايو، سقط صاروخ من طراز M-75 أو غراد في جان يافني، وهي مدينة تقع شرقي أشدود.

### 2016
في عام 2016، وقع 15 هجومًا صاروخيًا فلسطينيًا على إسرائيل.

### 2017
أفاد الجيش الإسرائيلي أن 35 صاروخًا وقذيفة هاون أطلقت من قطاع غزة في عام 2017، الغالبية العظمى منها في ديسمبر/كانون الأول.

### 2021
وخلال الاضطرابات التي وقعت في شهر مايو، تم إطلاق 4000 صاروخ وقذيفة هاون من قطاع غزة باتجاه إسرائيل، مما أدى إلى مقتل 13 جنديًا إسرائيليًا.

### 2022
وفي أغسطس/آب، أطلق الجناح العسكري للجماعة الجهادية أكثر من 100 صاروخ على تل أبيب والمدن الوسطى والمحيطة بها، انتقاما لمقتل تيسير الجعبري.

### 2023
في 7 أكتوبر 2023، شنت حماس توغلًا في إسرائيل بدءًا بقصف صاروخي بأكثر من 5000 صاروخ ضد أهداف إسرائيلية، أحد فصول الهجمات التي أشعلت فتيل حرب إسرائيل وفلسطين عام 2023. وقد اكتُشف لاحقًا أن هجمات الصواريخ في 7 أكتوبر تضمنت ضربة على قاعدة سدوت ميخا الجوية، وهي قاعدة يُعتقد أنها تضم صواريخ قادرة على حمل رؤوس نووية. بين أكتوبر 2023 ويناير 2024، تم إطلاق أكثر من 10600 صاروخ وقذيفة هاون على إسرائيل.

### 2024
وفي 10 يونيو/حزيران، أفاد جيش الدفاع الإسرائيلي بأن حماس والفصائل الأخرى أطلقت منذ بدء الصراع في 7 أكتوبر/تشرين الأول أكثر من 19 ألف صاروخ على جنوب إسرائيل.